# 野咲たみこ
野咲 たみこ（のさき たみこ、本名：田原多美子（旧姓：小張）1966年〈昭和41年〉7月30日 - ）は、日本の元アイドル。身長158cm。体重45kg。血液型は A型。

## 来歴・人物
東京都大田区田園調布出身。法政大学卒業。
小学校1年生からモダンバレエを始め、小学4年生の時にジャズダンスに熱中する。
小学校6年生の時に3人組「グッピーズ」を結成し、「サタデーナイトパーティ」でデビュー。小張 多美子（本名）名義でソロ活動を開始する。
萩本欽一の番組に出演するようになり、1984年には『ザ・コント55号!!』をリニューアルした公開録画番組『たみちゃん』（テレビ朝日系）がスタートし、人気者となる。この当時、プロダクション尾木に所属していた。
これを契機に芸名を「野咲 たみこ」に変更し、谷山浩子作詞・作曲の「うさぎ」がヒットする。数年後、『夜のヒットスタジオ』のバックダンサーチーム「Dee-Dee」のメンバーとなり、KBS京都の深夜ラジオ番組『はいぱぁナイト』にも火曜日アシスタントとして出演。同番組の水曜日パーソナリティーであったミュージシャンの田原音彦と結婚し、引退。

## テレビ番組

### テレビドラマ
- 月曜ドラマランド「おニャン子捕物帳 謎の村雨城」（1986年12月8日、CX）
- あまえないでヨ!（1987年9月30日、CX）
- 暴れん坊将軍III（1988年、ANB）第64話「雪姫けんか珍道中」（1989年） - 雪姫 役
- 暴れん坊将軍IV （1991年、ANB）第69話「陰謀あばいた饅頭姫!」（1992年） - 鈴姫 役

### バラエティ
- たみちゃん（テレビ朝日）
- 欽ちゃんのどこまでやるの!?（テレビ朝日） -  かなえ

### ラジオ
- シンセン☆キラキラナイト・野咲たみこ たみちゃんはーい （1986年10月 - 1987年3月）[3]
- はいぱぁナイト （KBS京都）火曜日アシスタント

## ディスコグラフィ

### シングル
| 発売日                 | 面                     | タイトル               | 作詞                   | 作曲                   | 編曲                   | 規格                   | 規格品番               |
| フォーライフ・レコード | フォーライフ・レコード | フォーライフ・レコード | フォーライフ・レコード | フォーライフ・レコード | フォーライフ・レコード | フォーライフ・レコード | フォーライフ・レコード |
| ---------------------- | ---------------------- | ---------------------- | ---------------------- | ---------------------- | ---------------------- | ---------------------- | ---------------------- |
| 1985年6月5日           | A                      | うさぎ                 | 谷山浩子               | 谷山浩子               | 岡田徹                 | EP                     | 7K-184                 |
| 1985年6月5日           | B                      | 水晶細工               | 岩里祐穂               | 岩里未央               | 小林信吾               | EP                     | 7K-184                 |